# 罗比·曼森
罗比·曼森（英語：Robbie Manson，1989年10月11日—），紐西蘭男子划船運動員。
曼森出生於1989年。他出身於划船世家，他的父親Greg是1985年單人輕量級全國冠軍，他的兄弟Karl也參加過國際賽。
他在2015年世界划船錦標賽奪得銅牌。2017年，在魯阿塔尼瓦湖舉行的紐西蘭划船全國賽上，他與克里斯·哈里斯搭檔參加男子雙人雙槳比賽，並獲得了全國冠軍。在馬埃·德賴斯代爾和哈米什·邦德缺席的幫助下，曼森還成為了單人雙槳全國冠軍。
2014 年，曼森公開了自己的同性戀身份，成為紐西蘭划船運動中首批出櫃的LGBT人士之一。
2020年10月20日，曼森宣布退出划船運動。在紐西蘭執教後，曼森於2022年重返划船俱樂部，並於2023年贏得了紐西蘭男子雙人雙槳全國冠軍。同年晚些時候，他重返國際比賽，參加男子雙人雙槳比賽，並與Ben Mason一起取得2024年夏季奧林匹克運動會的參賽資格 。

## 外部連結
- 罗比·曼森在World Rowing（英语）
- 罗比·曼森在Olympics.com（英语）
- 罗比·曼森在Olympedia（英语）
- 罗比·曼森在New Zealand Olympic Committee（英语）